# Alan Stivell
Alan Stivell, född Alan Cochevelou den 6 januari 1944 i Riom, Puy-de-Dôme, Frankrike, är en bretonsk musiker (harpist) och sångare. Han har under 1970-talet återupprättat ett globalt intresse för den keltiska (i synnerhet den bretonska) harpan och keltisk musik.

## Tidiga år
Stivell föddes i byn Riom i Auvergne. Hans far lyckades att återskapa den bretonska harpan i byn Gourin i Bretagne. 1953 fick han sin son att börja spela instrumentet vid nio års ålder. Han tog lektioner hos sin far och även hos Denis Megevand, en konsertharpist. Han lärde sig också keltisk mytologi, konst och historia, det bretonska språket, traditionell bretonsk dans, skotsk säckpipa och bombard, ett bretonskt träblåsinstrument. Vid elva års ålder började han hålla konserter och studera traditionell bretonsk, engelsk, irländsk, skotsk och kymrisk folkmusik. I och med det lärde han sig även trumma, irländsk flöjt och tin whistle. Han deltog i, och vann flera traditionella musiktävlingar inom bretonsk musik. Han växte upp i Paris och fick influenser från Frankrike, Algeriet, Marocko och andra platser. Men bretonsk musik och keltisk kultur var det som låg honom närmast om hjärtat, och han reste ofta tillbaka till Bretagne. Stivells första inspelning gjordes 1960 (”Musique gaelique”), en singel som senare ledde till albumet Telen Geltiek, 1964. Hans artistnamn, Stivell, betyder ”springbrunn” eller ”källa” på bretonska. Namnet åsyftar både en bretonsk renässans och hans efternamn, Cochevelou (en utveckling av kozh stivelloù, som betyder ”de gamla springbrunnarna”.)

## Stivell och den keltiska harpan
Med en by bardisk harpa med bronssträngar, började Stivell att experimentera med moderna musikstilar kända som keltisk rock. 1966 började han att även att sjunga på sina inspelningar och framträdanden. Året därpå fick han ett skivkontrakt med Philips (Universal). 1968, efter två år av turnerande och regelbundna konserter på American Students and Artists Center i Paris, spelade han med Moody Blues i Queen Elizabeth Hall i London.
1970 gav han ut sin första hitsingel, ”Broceliande”, och albumet Reflets, båda på Philips. Han blev nära förknippad med renässansen av den bretonska musiken, i synnerhet efter att han gav ut det instrumentala albumet Renaissance of the Celtic Harp 1971. Med detta album vann han ett av de största musikpriserna i Frankrike, Académie Charles Cros..

Musikkritikern Bruce Elder skrev om albumet Renaissance of the Celtic Harp: 
| ” | Folk som lyssnar på den här skivan kommer aldrig att förbli desamma igen. Renaissance of the Celtic Harp, ett av de vackraste och mest oförglömliga skivorna som någonsin gjorts av någon, introducerade keltisk harpa till tusentals lyssnare över hela världen. Att kalla denna musik praktfull och händförande vore höjden av undervärdering; det finns inte tillräckligt många ord för att göra detta album rättvisa. Öppningsverket, 'Ys', är ett stycke inspirerat av en sägen från huvudstaden i kungadömet Cornwall på 400-talet, [de flesta versioner av sägnen placerar staden i Douarnenezbukten vid kusten av Bretagne] som drabbades av en översvämning som straff för invånarnas synder. (Debussy skrev ett av sina finaste verk, ”La cathédrale engloutie”, senare omarbetad av gruppen Renaissance som ”The Harbor” på albumet Ashes Are Burning, baserad på samma sägen.) Den tankeväckande ”Marv Pontkellec” är minst lika vacker, men höjdpunkten av skivan är ”Gaeltacht”, en 19 minuter lång musikalisk resa av Stivells harpa genom de gaeliska länderna Irland, Skottland och Isle of Man. | „ |

I februari 1971 spelade Stivell en konsert i Olympiateatern i Paris, den mest kända musikhallen i Paris, där han spelade musik som blandade traditionell keltisk musik med moderna ljud (elgitarr, trummor, o.s.v.). Konserten gjorde Stivell och hans musik känd över hela Frankrike. Vid den här tiden var detta något helt nytt och riskabelt, men blev fort populärt och över 1,5 miljoner exemplar av den konserten (”A l’Olympia”) såldes. Alan Stivell kunde nu turnera genom Frankrike, Kanada, Storbritannien och USA. Han fortsatte att spela in skivor och publicerade 1976 en samling med bretonsk poesi. Med sin skiva Symphonie Celtique 1980, blandade han för första gången element av rock, symfoniorkester, keltiska instrument och icke-europeiska etniska element såsom berbervokalisten Djourha och sitaristen Narendra Bataju.
Folkmusikens popularitet dalade något under 1980-talet, och fastän Alan Stivell fortfarande var populär, nådde han inte samma höjder som under 1970-talet. Han fortsatte att turnera i många delar av världen, och arbetade med den engelska sångerskan Kate Bush.
Under 1990-talet spelade Stivell in en skiva med den franske sångaren Laurent Voulzy, den irländske folkmusikern Shane MacGowan och den senegalesiske sångaren Doudou N'Diaye Rose. Albumet kallades Again och blev mycket populärt i Frankrike. Det blev början på en ny våg av keltisk musik.. Stivells skivor under den senare halvan av 1990-talet hade mer inslag av rock, och han spelade på rockfestivalen Transmusicales i Rennes. Han fortsatte att arbeta med en blandning av musiker och bjöd in artister såsom Paddy Moloney (från The Chieftains), Jim Kerr (från Simple Minds), Khaled och Youssou N'Dour till att spela med honom på albumet 1 Douar / 1 Earth.
1998 kom den franskspråkiga rappgruppen Manau med en singel, ”La Tribu de Dana”, som kom att bli en av de mest sålda franska singlarna genom tiderna. La Tribu de Dana hade en melodi som var oerhört lik Stivells sång ”Tri Martolod”. Stivell stämde Manau för brott mot upphovsrättslagen, men gruppen hävdade att de hade ändrat originalet så pass mycket så att det inte längre var plagiat.

## Diskografi
- 1964: Telenn geltiek - Harpe celtique
- 1970: Reflets
- 1971: Renaissance de la Harpe Celtique
- 1972: A l'Olympia (Olympia Concert)
- 1973: Chemins de Terre
- 1974: E Langonned
- 1975: E Dulenn (Live In Dublin)
- 1976: Trema'n Inis (Mot ön)
- 1977: 'Raok Dilestra (Avant d'Accoster / Before landing)
- 1978: Un dewezh 'barzh 'gêr - Journée à la maison
- 1979: International Tour - Tro Ar Bed
- 1979: Symphonie Celtique - Tir Na N-Og
- 1981: Terre des vivants (Bed an dud vew)
- 1983: Légende (Legend / Mojenn)
- 1985: Harpes du nouvel âge (Harpes of The New Age / Telenn a' Skuilh-dour)
- 1991: The Mist of Avalon
- 1993: Again
- 1994: Telenn Geltiek (Den keltiska harpan)
- 1995: Brian Boru
- 1998: 1 Douar
- 2000: Back to Breizh
- 2002: Au-delà des mots (En tu-hont d'ar c'homzoù - Beyond words)
- 2006: Explore
- 2009: Emerald
- 2015: AMzer

### Stora konserter i Paris
- 1999: Bretagnes à Bercy
- 2003: Nuit Celtique II au Stade de France
- 2013: 40th Anniversary Olympia 2012